# Vermicularia pellucida
Vermicularia pellucida is een slakkensoort uit de familie van de Turritellidae. De wetenschappelijke naam van de soort is voor het eerst geldig gepubliceerd in 1829 door Broderip & Sowerby.